# Acropora horrida
Acropora horrida är en korallart som först beskrevs av James Dwight Dana 1846.  Acropora horrida ingår i släktet Acropora och familjen Acroporidae. IUCN kategoriserar arten globalt som sårbar. Inga underarter finns listade i Catalogue of Life.